# Nati nel 1262
| Questa pagina contiene informazioni ricavate automaticamente dalle voci biografiche con l'ausilio del template Bio e di un bot. L'aggiornamento è periodico e automatico e ricostruisce completamente la pagina. Se manca una persona in questa lista, sei pregato di non aggiungerla, ma accertati piuttosto che la sua voce biografica contenga il template Bio e che i dati anagrafici siano correttamente compilati. Se il template Bio manca, inseriscilo tu stesso o, in alternativa, metti l'avviso {{tmp\|Bio}} che ne segnala la mancanza. Se i dati riportati sono sbagliati, correggi direttamente la voce biografica; le modifiche saranno visibili in questa lista entro pochi giorni. Per chiarimenti vedi il progetto biografie. La lista contiene solo le 10 persone che sono citate nell'enciclopedia e per le quali è stato implementato correttamente il template Bio. Pagina aggiornata al 13 gen 2025. |

- 6 maggio - John Hastings, I barone Hastings, nobile inglese († 1313)
- 2 luglio - Arturo II di Bretagna, nobile († 1312)
- 5 agosto - Ladislao IV d'Ungheria, sovrano ungherese († 1290)
- Chupan, generale mongolo († 1327)
- Bartolomeo da San Concordio, scrittore e aforista italiano († 1347)
- Berengario di Landorra, religioso e arcivescovo cattolico francese († 1330)
- Guan Daosheng, pittrice e poetessa cinese († 1319)
- Manfredo IV di Saluzzo, marchese italiano († 1340)
- Al-Ashraf Khalil, sultano turco († 1293)
- Giovanni di Castiglia, principe († 1319)